# Виджняна
Виджня́на (санскр. विज्ञान, IAST: vijñāna; vi — префикс «раз-» и jnana — «знание», «познание», то есть распознавание, различающее познание) — понятие индийской философии и психологии, означающее различительное познание, осознание, понимание. Начиная с упанишад виджняна как знание о многом, разном, обыденном, с различением знающего и знаемого противопоставляется джняне — знанию единого, абсолютного. В буддизме термин «виджняна» относится к сознанию в широком смысле; отождествляется с общей способностью ощущать и распознавать категории чувственных и ментальных объектов, а также соответствует более узкофункциональной способности избирательно реагировать на внешние и внутренние стимулы (чувствительность, сознание, ум, интеллект).
В буддийском учении психофизический мир составлен из пяти скандх, или групп элементов (дхарм), — рупа (телесная форма), ведана (ощущения), санджня (восприятие, понимание, концепции), самскара (волевые импульсы) и, наконец, виджняна, которая делится на 6 разновидностей: виджняна зрения, слуха, обоняния, осязания, вкуса, ума (включающая осознание самого себя; однако истоки мысли «я есмь» обнаруживаются в деятельности санджни). Согласно одному из типов классификации дхарм (по дхату), виджняна занимает 6 из 18 позиций и соответствует сознанию слышимого, видимого, осязаемого, обоняемого, вкушаемого и мыслимого.
В ряде текстов Палийского канона о виджняне говорится как о том, что связано с процессом перерождения и обеспечивает преемственность в пределах одной индивидуальной серии (сантана). Однако виджняна — не некая единая и постоянная сущность, подобная душе (атман) в брахманизме или джайнизме, которая переходит от одного существования к другому. В Махатаньха-санкхая-сутте Будда называет глупцом монаха, приписывающего ему такое мнение. В школах абхидхармы виджняна определяется как комплекс мгновенно возникающих и исчезающих синхронных дхарм и связывается с континуальностью дхармического потока (сантана).
В буддийской концепции причинно-следственного порождения (пратитья-самутпада) виджняна, связанная с чувством «я» индивида, является одним из звеньев (нидан) цепи причинности и, таким образом, не имеет вечного и независимого существования, но постоянно генерируется вновь как результат авидьи (неведения).
Центральное место понятие виджняны занимает в буддийской школе йогачара, которая также называется виджняна-вада (санскр. vāda — доктрина), поскольку признает сознание единственной реальностью. Восемь видов виджняны — это пять видов чувственного восприятия, умственное сознание (мано-виджняна), ложное сознание «я» (клишта-мано-виджняна) и так называемая алая-виджняна. Алая-виджняна («аккумулированное сознание») представляет собой «хранилище» отпечатков всего накопленного в безначальном прошлом опыта псевдоиндивида, которые определяют содержание его сознания в настоящем при созревании «плодов» кармы. Переживание опыта в настоящем также оставляет отпечатки, которые сохранятся в будущем (если не будет достигнуто «освобождение»). Алая-виджняна служит единственным источником всех других видов виджняны, и, следовательно, в целом того, что считается «реальностью».
В буддизме в число существ (саттва), обладающих сознанием, входят 6 разрядов существ «мира страстей» — боги, асуры, люди, животные, преты и обитатели адов, а также боги «мира форм» и «мира без форм» (см. Три сферы, Шесть миров).
Буддийское значение термина «виджняна» как «сознания, понятого процессуально», в индуизме не употребляется. В «Брихадараньяка-упанишаде» упоминается духовное начало «Пуруша», состоящее из познания (виджняны) (II 1. 16—17). И в том же тексте говорится, что «душа» (Атман), расставшаяся с телом, сопровождается лишь «сознанием» (виджняной), состояние которого определяет ее будущее рождение (IV 4. 2—3). В «Тайттирия-упанишаде» виджняна понимается как атман, «состоящий из распознавания» (виджняна-майя), — одни из пяти «ножен» (коша) Атмана. И атман, «состоящий из распознавания» (виджняна-майя), выше атманов, «состоящих» из пищи, дыхания и ума (анна-майя, прана-майя, мано-майя), но ниже атмана, «состоящего из блаженства» (ананда-майя). В более поздней «Катха-упанишаде» виджняна практически тождественна интеллекту-буддхи и выше рассудка-манаса.
В веданте виджняна-майя-коша — «оболочка [Атмана], созданная из виджняны» — составлена из интеллекта и основных способностей восприятия. Совокупность трех оболочек «виджняна-майя», «мано-майя» и «прано-майя» образует тонкую форму (сукшма-шарира или линга-шарира), в противоположность плотной, или телесной форме (стхула-шарира).